# Cotinusa magna
Cotinusa magna är en spindelart som först beskrevs av George William Peckham och Elizabeth Maria Gifford Peckham 1894.  Cotinusa magna ingår i släktet Cotinusa och familjen hoppspindlar. Inga underarter finns listade i Catalogue of Life.